# Leptogaster pallipes
Leptogaster pallipes là một loài ruồi trong họ Asilidae. Leptogaster pallipes được von Roeder miêu tả năm 1840. Loài này phân bố ở vùng Cổ Bắc giới.